# Lestiac-sur-Garonne
Lestiac-sur-Garonne  est une commune du Sud-Ouest de la France, située dans le département de la Gironde, en région Nouvelle-Aquitaine.

## Géographie

### Localisation
Située dans l'aire d'attraction de Bordeaux et même dans son unité urbaine sur la Garonne dans  l'Entre-deux-Mers, la commune se trouve à 26 km au sud-est de Bordeaux, chef-lieu du département, à 20 km au nord-ouest de Langon, chef-lieu d'arrondissement et à 7,5 km au nord-ouest de Cadillac-sur-Garonne, ancien chef-lieu de canton.

### Communes limitrophes
Sur la rive droite de la Garonne, les communes limitrophes en sont Langoiran au nord et Paillet au sud-est ; sur la rive gauche, les communes limitrophes en sont Arbanats au sud-ouest et Portets à l'extrême ouest.
|          | Langoiran           |         |
| Portets  | Lestiac-sur-Garonne |         |
| Arbanats |                     | Paillet |

### Climat
Pour des articles plus généraux, voir Climat de la Nouvelle-Aquitaine et Climat de la Gironde.
Historiquement, la commune est exposée à un climat océanique aquitain.  
En 2020, Météo-France publie une typologie des climats de la France métropolitaine dans laquelle la commune est exposée à un climat océanique et est dans la région climatique  Aquitaine, Gascogne, caractérisée par une pluviométrie abondante au printemps, modérée en automne, un faible ensoleillement au printemps, un été chaud (19,5 °C), des vents faibles, des brouillards fréquents en automne et en hiver et des orages fréquents en été (15 à 20 jours).
Pour la période 1971-2000, la température annuelle moyenne est de 12,6 °C, avec une amplitude thermique annuelle de 15,2 °C. Le cumul annuel moyen de précipitations est de 849 mm, avec 11,3 jours de précipitations en janvier et 5,8 jours en juillet. Pour la période 1991-2020, la température moyenne annuelle observée sur la station météorologique la plus proche, située sur la commune de Cadaujac à 14 km à vol d'oiseau, est de 13,8 °C et le cumul annuel moyen de précipitations est de 918,3 mm,. Pour l'avenir, les paramètres climatiques de la commune estimés pour 2050 selon différents scénarios d’émission de gaz à effet de serre sont consultables sur un site dédié publié par Météo-France en novembre 2022.

## Urbanisme

### Typologie
Au 1er janvier 2024, Lestiac-sur-Garonne est catégorisée bourg rural, selon la nouvelle grille communale de densité à sept niveaux définie par l'Insee en 2022.
Elle appartient à l'unité urbaine de Bordeaux, une agglomération intra-départementale regroupant 73  communes, dont elle est une commune de la banlieue,,. Par ailleurs la commune fait partie de l'aire d'attraction de Bordeaux, dont elle est une commune de la couronne,. Cette aire, qui regroupe 275 communes, est catégorisée dans les aires de 700 000 habitants ou plus (hors Paris),.

### Occupation des sols

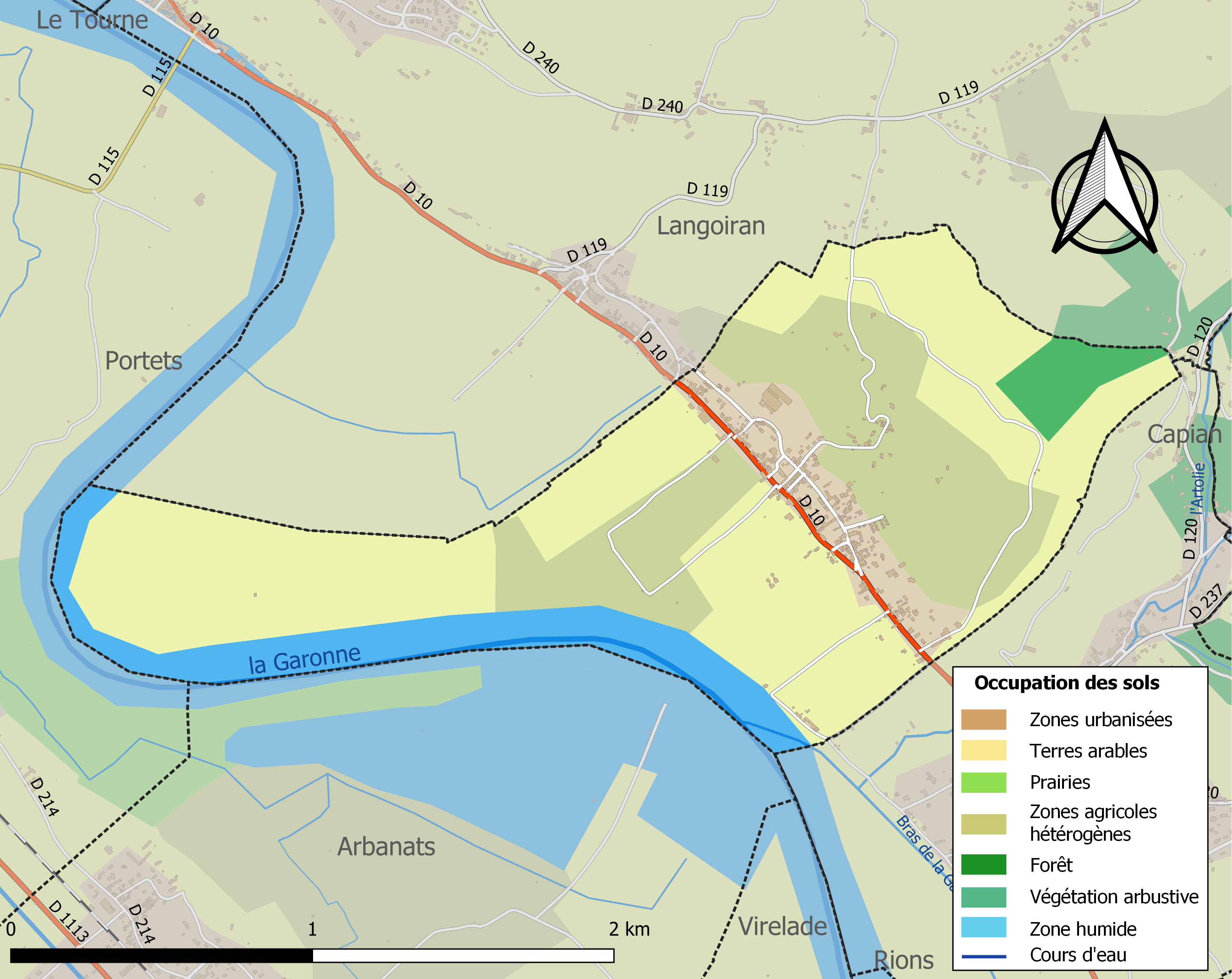
Carte des infrastructures et de l'occupation des sols de la commune en 2018 (CLC).

L'occupation des sols de la commune, telle qu'elle ressort de la base de données européenne d’occupation biophysique des sols Corine Land Cover (CLC), est marquée par l'importance des territoires agricoles (75,7 % en 2018), en diminution par rapport à 1990 (76,7 %). La répartition détaillée en 2018 est la suivante : 
cultures permanentes (32,7 %), zones agricoles hétérogènes (26,2 %), terres arables (16,8 %), eaux continentales (13,2 %), zones urbanisées (8,1 %), forêts (3 %). L'évolution de l’occupation des sols de la commune et de ses infrastructures peut être observée sur les différentes représentations cartographiques du territoire : la carte de Cassini (XVIIIe siècle), la carte d'état-major (1820-1866) et les cartes ou photos aériennes de l'IGN pour la période actuelle (1950 à aujourd'hui).

### Voies de communication et transports
La principale voie de communication routière qui traverse le village est la route départementale D10 qui mène, vers le nord-ouest, à Langoiran et, au-delà, à Bordeaux et, vers le sud-est, à Paillet et, au-delà, à Cadillac-sur-Garonne et Langon.

Les ponts de franchissement de la Garonne les plus proches sont celui de Langoiran, sur la D115 à 3 km au nord-ouest et celui de Béguey sur la D13 à 5,1 km au sud-est.

L'accès à l'autoroute A62 (Bordeaux-Toulouse) le plus proche est le no 2, dit de Podensac, distant de 13 km par la route vers le sud.

L'accès no 1, dit de Bazas, à l'autoroute A65 (Langon-Pau) est distant de 34 km par la route vers le sud-sud-est.
La gare SNCF la plus proche est celle de Portets, sur la ligne Bordeaux-Sète du TER Nouvelle-Aquitaine, distante de 6 km vers l'ouest, par le pont de Langoiran sur la D115. Sur la même ligne, la gare de Langon, offrant plus de trafic, se trouve à 20 km vers le sud-est.

### Risques majeurs
Le territoire de la commune de Lestiac-sur-Garonne est vulnérable à différents aléas naturels : météorologiques (tempête, orage, neige, grand froid, canicule ou sécheresse), inondations, mouvements de terrains et séisme (sismicité très faible). Un site publié par le BRGM permet d'évaluer simplement et rapidement les risques d'un bien localisé soit par son adresse soit par le numéro de sa parcelle.
Certaines parties du territoire communal sont susceptibles d’être affectées par le risque d’inondation par débordement de cours d'eau, notamment la Garonne. La commune a été reconnue en état de catastrophe naturelle au titre des dommages causés par les inondations et coulées de boue survenues en 1982, 1999, 2009 et 2014,.
Les mouvements de terrains susceptibles de se produire sur la commune sont des affaissements et effondrements liés aux cavités souterraines (hors mines) et des éboulements, chutes de pierres et de blocs. Par ailleurs, afin de mieux appréhender le risque d’affaissement de terrain, l'inventaire national des cavités souterraines permet de localiser celles situées sur la commune.

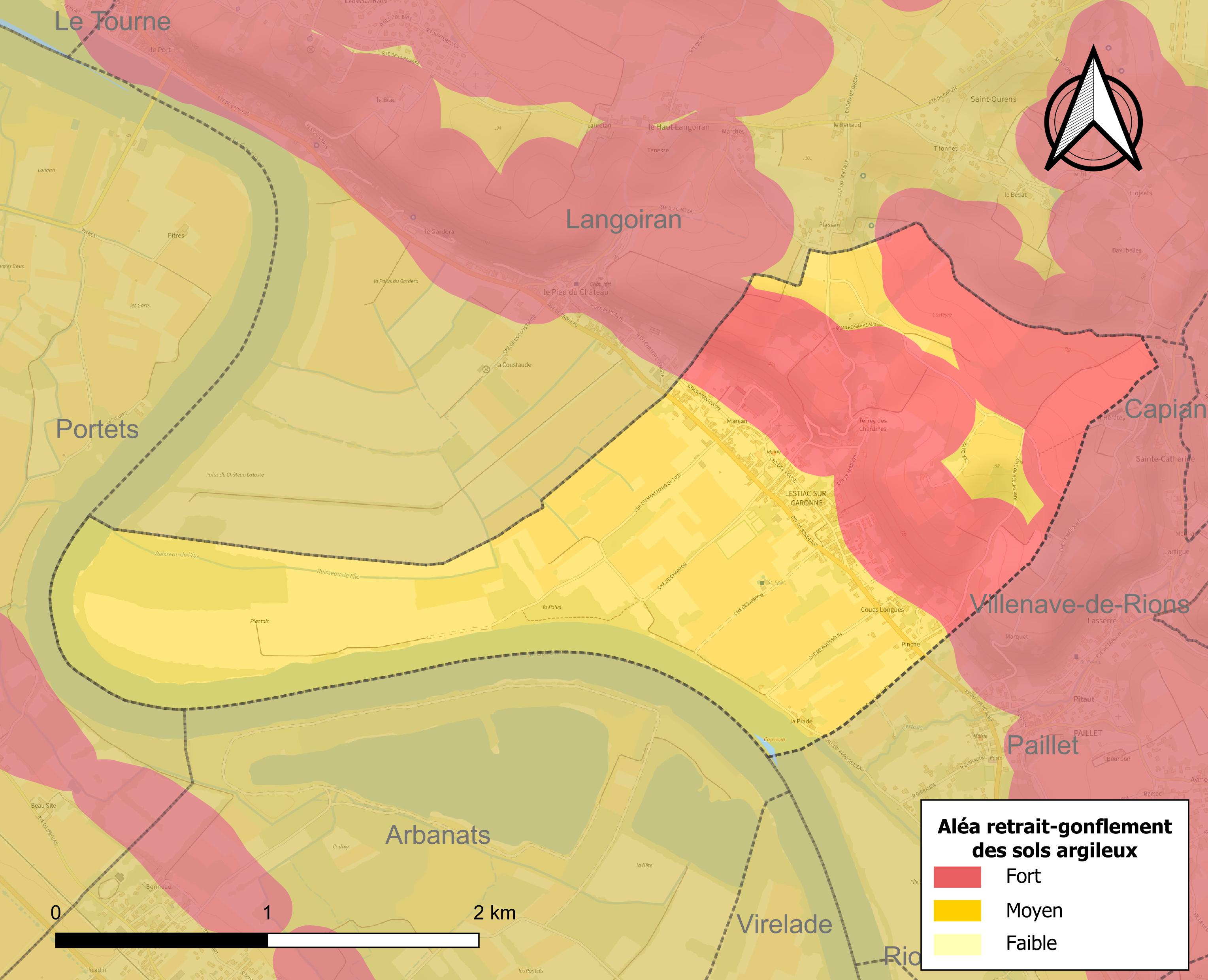
Carte des zones d'aléa retrait-gonflement des sols argileux de Lestiac-sur-Garonne.

Le retrait-gonflement des sols argileux est susceptible d'engendrer des dommages importants aux bâtiments en cas d’alternance de périodes de sécheresse et de pluie. 99,9 % de la superficie communale est en aléa moyen ou fort (67,4 % au niveau départemental et 48,5 % au niveau national). Sur les 268 bâtiments dénombrés sur la commune en 2019, 268 sont en aléa moyen ou fort, soit 100 %, à comparer aux 84 % au niveau départemental et 54 % au niveau national. Une cartographie de l'exposition du territoire national au retrait gonflement des sols argileux est disponible sur le site du BRGM,.
Par ailleurs, afin de mieux appréhender le risque d’affaissement de terrain, l'inventaire national des cavités souterraines permet de localiser celles situées sur la commune.
Concernant les mouvements de terrains, la commune a été reconnue en état de catastrophe naturelle au titre des dommages causés par des mouvements de terrain en 1999 et 2014.

## Toponymie
Les attestations anciennes, Lestiaco (ecclesie de ~), entre 1160 et 1204, en latin, Lastiac (parrochia de ~) en 1273, en gascon, Lestiaco (de ~ arch. Benaugensis), en 1326, en latin, peuvent faire douter du nom de personne, ordinairement le propriétaire d'une villa, le suffixe -acum, d'origine gauloise, n'ayant lui rien que de très courant. C'est ainsi que Dauzat et Rostaing, suivis par Astor, optent pour *Lastius, variante de Lastus, alors que Nègre préfère Lestus, traité comme *Lestius. Bénédicte Boyrie-Fénié choisit Lestinus, nom attesté, mais le passage de Lestinacu(m) à Lestiac suppose une syncope de -n intervocalique qui existe certes en gascon, mais que le sous-dialecte bordelais exclut, aussi bien récemment qu'à la fin du Moyen Age ; l'auteure est donc obligée de supposer un état ancien de la langue où Lestiac aurait été contenu à l'intérieur de l'isoglosse qui marque la chute de ce -n. Il y a bien le cas d'Espiet, qui, ainsi que les plus lointains Landerrouat, Landerrouet-sur-Ségur, Mouliets-et-Villemartin, montre une perte de ce -n- supposée dans le passé, en raison de la forme du toponyme, alors que le gascon plus contemporain l'ignorait.
La terminaison -sur-Garonne a été ajouté en 1925.
La graphie du nom de la commune est identique en gascon.

## Histoire
À la Révolution, la paroisse Sainte-Marie (ou Notre-Dame) de Lestiac forme la commune de Lestiac. En 1925, la commune de Lestiac devient Lestiac-sur-Garonne.

### Héraldique
| Blason de Lestiac-sur-Gironde | « Écartelé au 1) d’azur à la grappe de raisin feuillée d’une pièce d’or vrillé et tigée en bande de sable, au 2) d’argent à la gabarre contournée d’or équipée de sable sur une rivière aussi d’argent mouvant de la pointe, au 3) d’azur à la nappe cousue de sable mouvant de la pointe et du flanc dextre chargée de trois poissons contournés d’argent de taille décroissante rangés en bande, au 4) losangé d’or et de gueules à la ferronnerie du chef du portail d’argent du château de Marsan ; le tout enfermé dans une filière d’argent. » |

## Politique et administration
| Période                                  | Période   | Identité        | Étiquette | Qualité |
| ---------------------------------------- | --------- | --------------- | --------- | ------- |
|                                          | mars 2008 | Pierre Gonfrier |           |         |
| mars 2008                                | 2020      | Guy Moreno      | PS        |         |
| 2020                                     | En cours  | Daniel Bouchet  |           |         |
| Les données manquantes sont à compléter. |           |                 |           |         |

## Démographie
Ses habitants sont appelés les Lestiacais.
| 1793 | 1800 | 1806 | 1821 | 1831 | 1836 | 1841 | 1846 | 1851 |
| ---- | ---- | ---- | ---- | ---- | ---- | ---- | ---- | ---- |
| 715  | 541  | 566  | 552  | 556  | 596  | 553  | 594  | 592  |

| 1856 | 1861 | 1866 | 1872 | 1876 | 1881 | 1886 | 1891 | 1896 |
| ---- | ---- | ---- | ---- | ---- | ---- | ---- | ---- | ---- |
| 587  | 617  | 604  | 617  | 629  | 547  | 508  | 531  | 540  |

| 1901 | 1906 | 1911 | 1921 | 1926 | 1931 | 1936 | 1946 | 1954 |
| ---- | ---- | ---- | ---- | ---- | ---- | ---- | ---- | ---- |
| 524  | 518  | 528  | 428  | 457  | 477  | 409  | 409  | 440  |

| 1962 | 1968 | 1975 | 1982 | 1990 | 1999 | 2006 | 2011 | 2016 |
| ---- | ---- | ---- | ---- | ---- | ---- | ---- | ---- | ---- |
| 474  | 553  | 545  | 577  | 594  | 586  | 609  | 601  | 581  |

| 2021 | 2022 | - | - | - | - | - | - | - |
| ---- | ---- | - | - | - | - | - | - | - |
| 584  | 590  | - | - | - | - | - | - | - |

## Lieux et monuments
- L'église Notre-Dame, de fondation romane, date du XIIe siècle et a été augmentée d'un clocher-porche avec flèche au XIXe siècle ; elle est inscrite au titre des monuments historiques depuis 1925 pour son abside et son chœur[31].
- Le long de la route départementale D10, un mémorial commémore le combat de Résistance, dans la nuit du 13 au 14 octobre 1943, de la famille Duboué et du Major Victor Hayes (alias Charles).

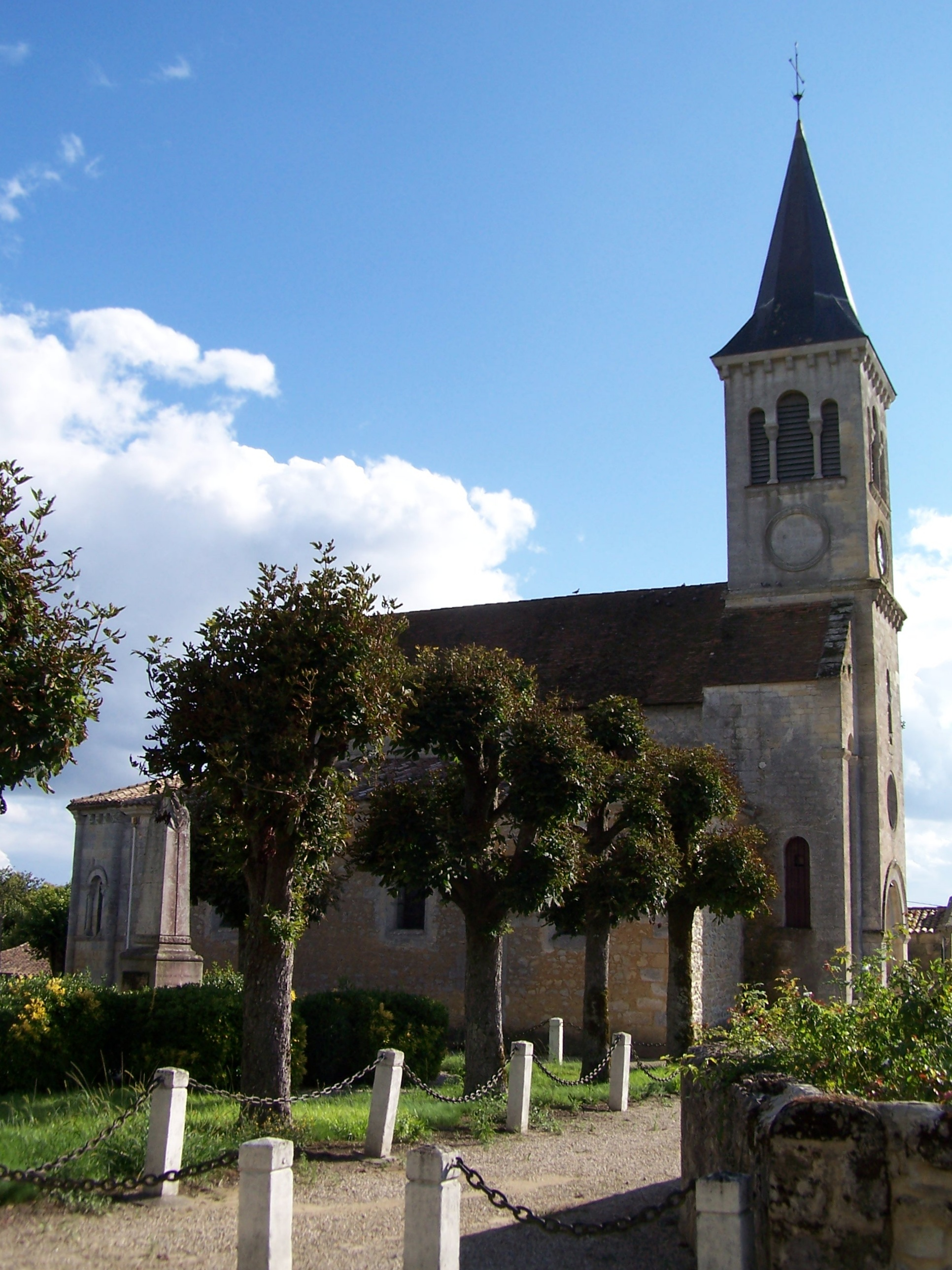
L'église Notre-Dame (août 2014)
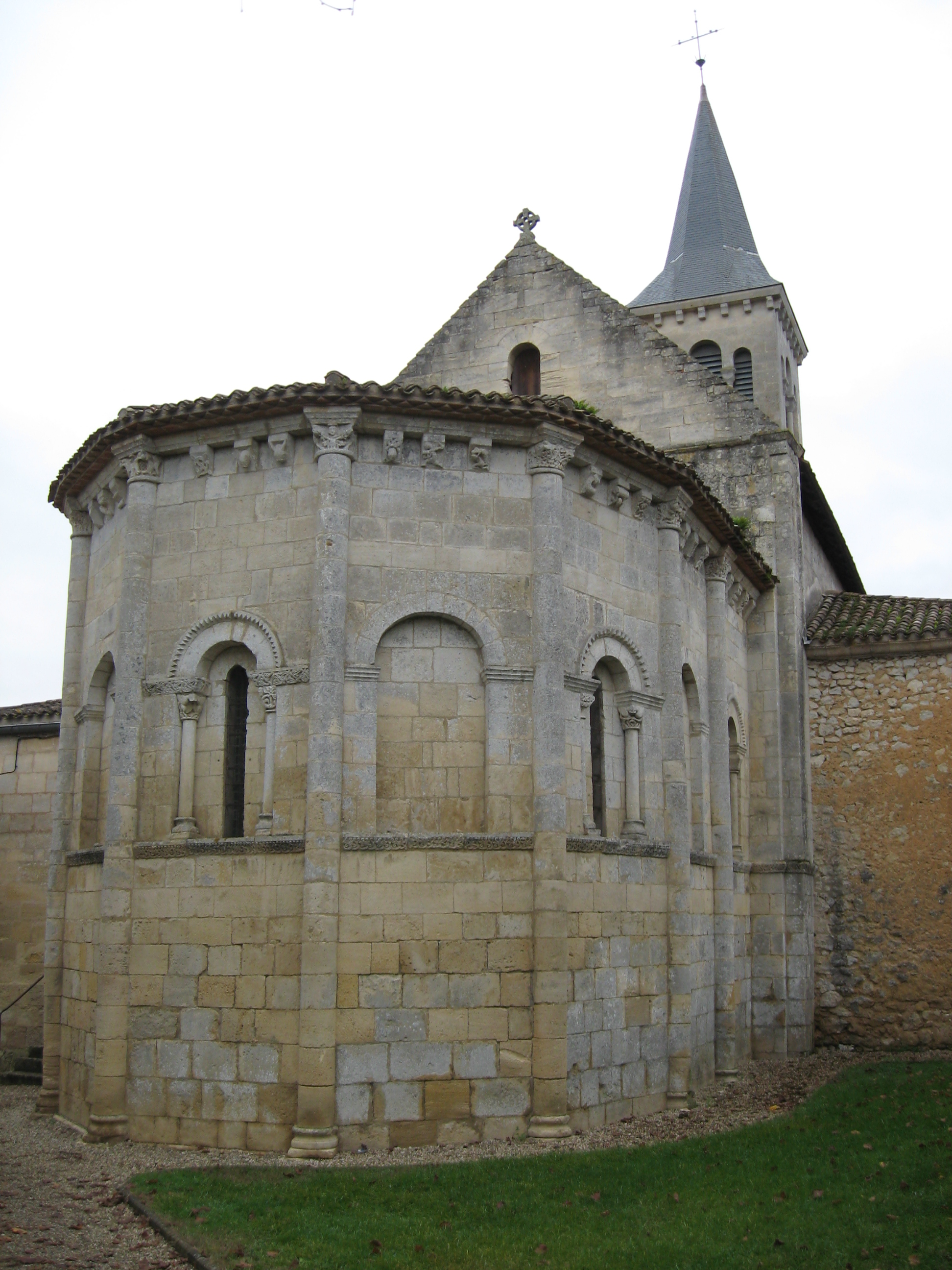
Le chevet de l'église (oct. 2008)
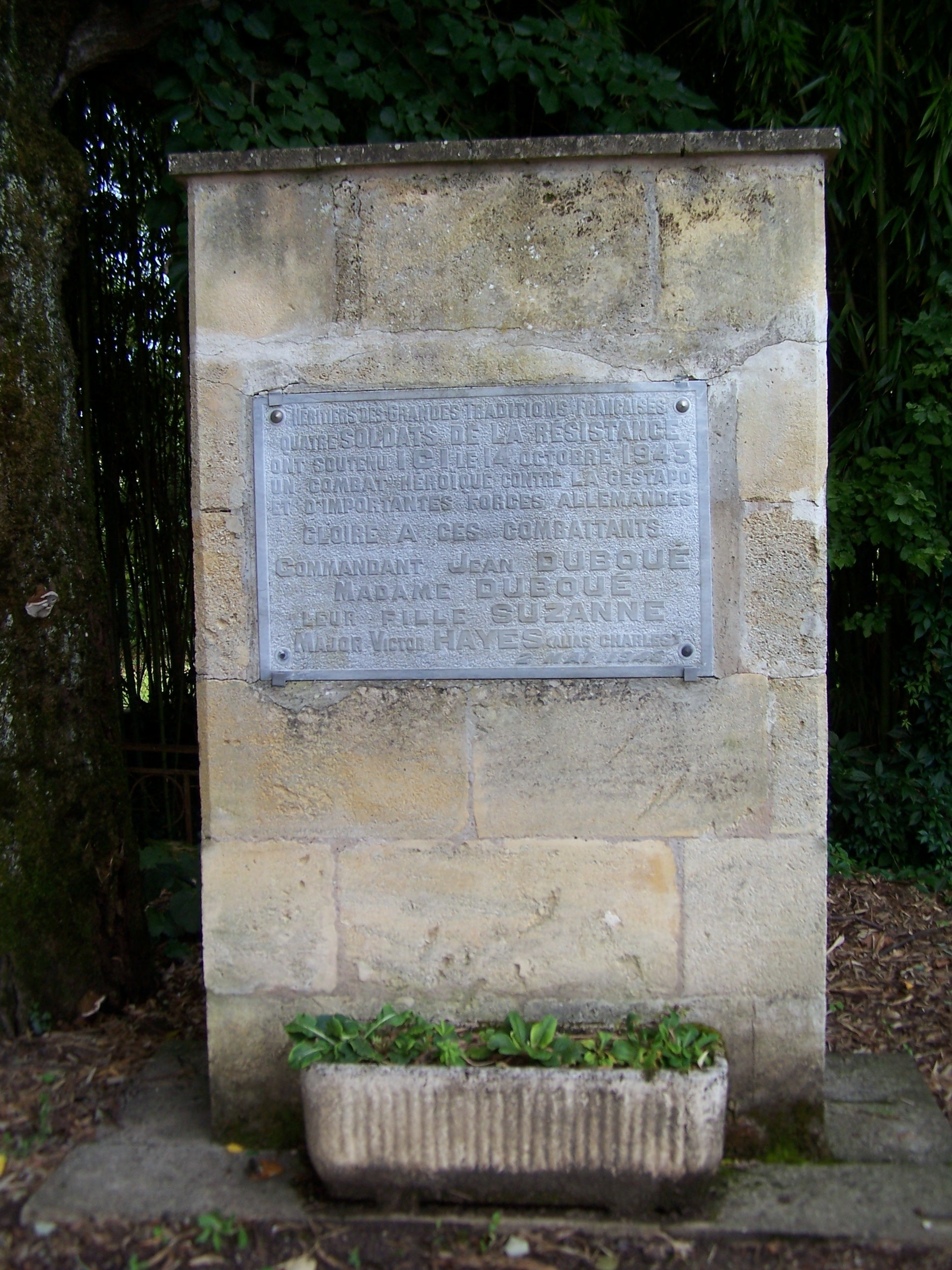
Le mémorial de Résistance (août 2014)
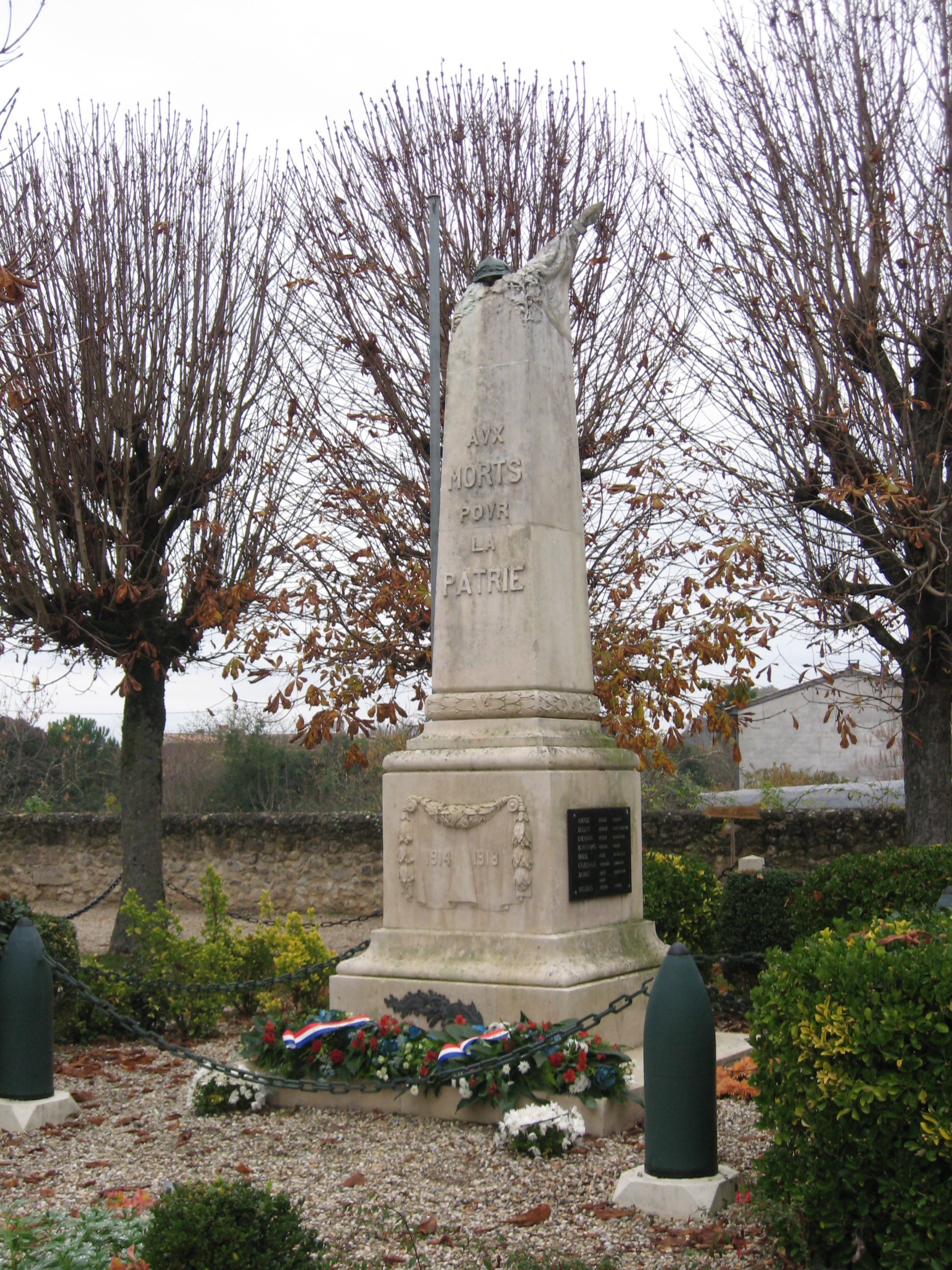
Le monument aux morts près de l'église (août 2014)

## Personnalités liées à la commune
- Charles Hayes (1908-1944), agent secret du Special Operations Executive.